# Роялті
Ро́ялті (англ. royalties) — а́вторське — платежі за користування, котрі «ліцензіат» (отримувач ліцензії, патенту, англ. licensee) сплачує «ліцензіару» (продавцю ліцензії, патенту, англ. licensor) за поточне користування активами, найчастіше правами інтелектуальної власності. Роялті, як правило, виплачуються у відсотках від суми валового або чистого продажу, отриманої від використання активу або як фіксована ціна за одиницю проданого товару.
Також роялті може позначати платежі за право розробки природних ресурсів.

## Роялті в українському законодавстві
Поняття роялті визначається в наступних законодавчих документах:
- Податковий Кодекс України:[1]

Роялті — будь-який платіж, отриманий як винагорода за використання або за надання права на використання об'єкта права інтелектуальної власності.
- Національне положення бухгалтерського обліку:[2]

Роялті — будь-який платіж, отриманий як винагорода за користування або за надання права на користування будь-яким авторським та суміжним правом на літературні твори, твори мистецтва або науки, включаючи комп'ютерні програми, інші записи на носіях інформації, відео- або аудіокасети, кінематографічні фільми або плівки для радіо- чи телевізійного мовлення, будь-яким патентом, зареєстрованим знаком на товари і послуги чи торговельною маркою, дизайном, секретним кресленням, моделлю, формулою, процесом, правом на інформацію щодо промислового, комерційного або наукового досвіду (ноу-хау).
- Національні стандарти:[3]

Роялті — ліцензійний платіж у вигляді сум, які сплачуються періодично, залежно від обсягів виробництва або реалізації продукції (товарів, робіт, послуг) з використанням об'єкта права інтелектуальної власності.
Ключові моменти оподаткування роялті в Україні:
1. Роялті, отримані від іноземних джерел, оподатковуються в Україні.
2. Роялті, отримані від використання об’єктів інтелектуальної власності, створених у співавторстві, оподатковуються пропорційно частці кожного співавтора.
3. Витрати, пов’язані з отриманням роялті, можуть бути віднесені до податкових витрат платника роялті.
4. Платник роялті зобов’язаний подавати податкову декларацію та сплачувати ПДФО з роялті, виплачених резидентам та нерезидентам України.